# Шутко Юрій Іванович
Шутко Юрій Іванович  (нар. 15 липня 1968 року в місті Попрад, Словаччина) — соліст (флейта) Національної філармонії України, лауреат міжнародних конкурсів, заслужений артист України (1998), кандидат мистецтвознавства (2010), доцент (2011).
Музичну освіту отримав у Львівській середній спеціальній музичній школі ім. С. Крушельницької, яку закінчив у 1986 році за спеціальністю флейта у педагога Івана Левковича. У тому ж році вступив до Литовської державної консерваторії (м. Вільнюс) в клас професора Альгірдаса Візгірди. З 1989 р. навчався в Київській державній консерваторії в класах професорів Олега Кудряшова та Володимира Антонова. В 1993 р. був прийнятий в асистентуру-стажування аспірантуру Національної музичної академії України ім. П. І. Чайковського (творчий керівник професор Володимир Антонов), яку закінчив у 1996 р. У цьому ж році стажувався в Міжнародному університеті музичного мистецтва у Франції за програмою ЮНЕСКО (професори Лідія Ошавкова (флейта); П'єр П'єрло (старовинна музика); Льєрко Шпіллер (камерний ансамбль); Мігель Естрелла (теорія музики). За роки навчання відвідав курси вищої виконавської майстерності славнозвісних флейтистів Андраша Адор'яна (Німеччина), Ореля Ніколе (Швейцарія), Самуеля Саулуса (Естонія), Юрія Должикова (Москва), Гліба Нікітіна (Петербург).
Ще під час навчання Юрій Шутко став лауреатом перших премій численних Міжнародних конкурсів. Сьогодні він — учасник і почесний гість більш як 30-ти престижних Міжнародних музичних фестивалів як в Україні, так і за кордоном, член журі Міжнародних конкурсів музикантів-виконавців на дерев'яних духових інструментах. Як соліст, співпрацює з усіма провідними оркестрами України. Виступав із всесвітньо відомими диригентами: Саулюсом Сондецкісом (Литва), Урсом Шнайдером, Сімоном Камартіном (Швейцарія), Станіславом Вінярчиком (Польща), Хайнцом Прамером (Австрія), Михайлом Аркад'євим (Росія); корифеями української диригентської школи — Миколою Колессою, Юрієм Луцівим, Мирославом Скориком, Романом Кофманом; видатними українськими диригентами В. Бліновим, М. Дядюрою, В. Сіренком, І. Палкіним та іншими. Грав в ансамблях зі скрипалем Богодаром Которовичем (Україна), піаністами Елеонорою Пірадовою (Україна), Людмилою Марцевич (Україна), Миколою Суком (США), Юрієм Котом (Україна), Юсуке Ішії (Японія).
Артист зробив багато записів на телебаченні та у фонд Українського радіо. Він — перший виконавець багатьох творів для флейти, як зарубіжних так і вітчизняних композиторів, написаних спеціально для нього.
Репертуар Юрія Шутка охоплює твори всіх стилів і жанрів для флейти соло, флейти у супроводі фортепіано або оркестру, створені композиторами світу за останні триста років. Багато транскрипцій популярної музики він зробив сам.
З 1993 року Юрій Шутко — соліст Національної філармонії України.
Інтенсивну концертну діяльність з 1995 року поєднував з викладацькою роботою, спочатку на посаді доцента кафедри оркестрового диригування, старовинної та камерної музики Київського національного університету культури і мистецтв, а потім на посаді доцента кафедри мистецьких технологій Державної академії керівних кадрів культури і мистецтв, Київському державному вищому музичному училищі ім. Р. М. Глієра та Київській дитячій академії мистецтв, де очолював класи спеціальної флейти та читав особисто розроблені спеціальні курси з «Методики викладання гри на дерев'яних духових інструментах», «Методико-виконавського аналізу педагогічного репертуару» та «Аналізу виконавських стилів».
З 2005 по 2018 рік — викладав на кафедрі інструментального та оркестрового виконавства Інституту мистецтв НПУ імені М. П. Драгоманова.
За час педагогічної діяльності підготував низку лауреатів професійних Міжнародних конкурсів. Його учні гідно представляли Україну в багатьох країнах світу. Педагогічна діяльність Юрія Шутка неодноразово відзначалася грамотами, подяками та дипломами різних рівнів. Йому присвоєно кваліфікаційну категорію «Спеціаліст вищої категорії» та педагогічне звання «Викладач-методист».
За значний особистий внесок у розвиток культури та мистецтва України, вагомі творчі здобутки Юрію Шутку в 1998 році було присвоєно почесне звання «Заслужений артист України», а за створення духовних цінностей та досягнення високої майстерності у професійній діяльності в 2000 році відзначено Подякою мера м. Києва. За плідну творчу та науково-педагогічну роботу в 2001 році був відзначений Подякою Закарпатської обласної ради. У цьому ж році номінований на Національну премію України імені Тараса Шевченка.
З 1999 року Юрій Шутко грає на єдиній в Україні золотій флейті японської фірми «SANKYO», яка спеціалізується на випуску концертних інструментів для сольних виступів всесвітньо відомих музикантів-флейтистів та є обличчям цього бренду в світі.
У 2005 році вийшли два сольні альбоми виконавця: «Золота флейта України» та «Молитва до Орфея», а в 2008 році новий сольний альбом «Дарунок для Марійки», які отримали схвальні відгуки спеціалістів та преси.
Критика відзначає натхненне виконання віртуозного флейтового репертуару, неперевершену майстерність та виконавську філософію гри Юрія Шутка. В його руках флейта за своїм впливом на слухачів нічим не поступається голосу, скрипці чи фортепіано. Манера його виконання яскрава, віртуозна, багата на нюанси та найрізноманітніші фарби і справляє заворожуюче враження. Разом з цим гра Юрія Шутка вражає відточеністю деталей, насиченістю звукової палітри, особливим відчуттям стилю і форми.
Юрій Шутко постійний гість мистецьких передач на Українському радіо та телебаченні. Автор критичних та полемічних статей в українській пресі (газети «День», «Літературна Україна», «Слово Просвіти», «Український лідер», «Урядовий кур'єр», «Робітнича газета», «Україна молода»; журнал «Українська культура»). Плідно займається науковою роботою беручи участь в роботі науково-практичних конференцій, публікуючи наукові праці в фахових наукових виданнях.
У червні 2010 року захистив кандидатську дисертацію на тему: «Флейтове мистецтво ХХ століття в контексті української культури».